# Santuario di Nostra Signora del Carmine (Santa Margherita Ligure)
Il santuario di Nostra Signora del Carmine - già chiesa parrocchiale di Santa Maria Assunta - è un luogo di culto cattolico situato nella frazione di Nozarego, in via Marinai d'Italia, nel comune di Santa Margherita Ligure nella città metropolitana di Genova. La chiesa è sede della parrocchia di Santa Maria Assunta del vicariato di Rapallo-Santa Margherita Ligure della diocesi di Chiavari.

## Storia

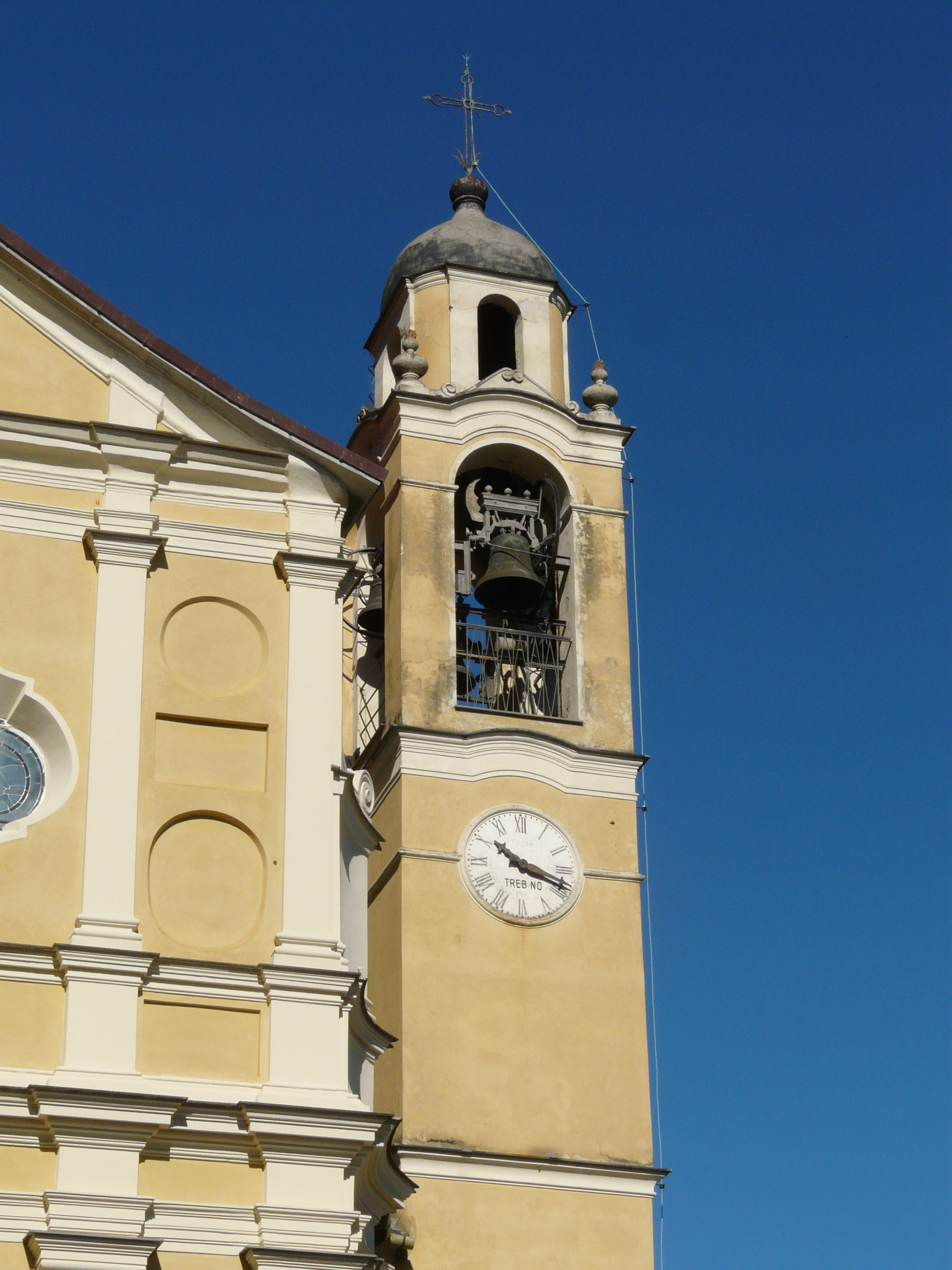
Particolare del campanile

L'originaria chiesa fu fondata prima dell'anno 1000 dai monaci Benedettini dell'abbazia di San Fruttuoso che la intitolarono all'Assunta. La parrocchia fu quindi sottoposta alla giurisdizione dell'abate dell'abbazia camoglina; tale proprietà fu stabilita da papa Innocenzo II nel 1130 e confermata dal pontefice Alessandro III nel 1164.
Papa Giulio III, tramite un apposito decreto papale datato all'8 marzo del 1550, la concedette in commenda all'ammiraglio di Oneglia Andrea Doria - assieme alle comunità parrocchiali di Divo Martino di Portofino e San Giacomo di Corte - e ai suoi eredi. Fu nel 1602 che venne diffuso il culto religioso verso la Madonna del Carmine dai nuovi proprietari della chiesa, i Carmelitani.
Il patronato della famiglia Doria fu abolito il 24 gennaio del 1885 con decreto della Sacra Congregazione del Concilio stabilendo il passaggio della parrocchia all'arcidiocesi di Genova. Costituita la diocesi di Chiavari nel 1892 passò, assieme ad altre parrocchie del Tigullio, sotto quest'ultima.
Prevostura dal 1919, fu eretta a santuario diocesano il 1º novembre 1947.
A seguito di un fenomeno sismico verificatosi nel settembre 2022, con epicentro nell'alta val Fontanabuona, che ha provocato il crollo dell'intonaco interno, il santuario per motivi di sicurezza è attualmente chiuso al pubblico e le celebrazioni liturgiche vengono svolte nel piazzale sagrato antistante.

## Descrizione
L'attuale chiesa fu edificata tra il 1725 e il 1732 dall'architetto Giovanni Antonio Ricca che utilizzò le stesse fondamenta del precedente edificio; ancora oggi l'antico perimetro è in parte ben visibile. L'interno è a una sola navata con forma ellissoidale.
Sono presenti due grandi altari laterali in stile barocco: quello di sinistra è dedicato al Crocifisso di Gesù, mentre quello a destra della navata è intitolato alla Madonna del Carmine; collocate sopra i due altari vi sono due statue dello scultore genovese Anton Maria Maragliano.
Nel catino dell'abside è raffigurato un affresco ritraente sant'Elia indicante agli ebrei una nuvola dipinta all'orizzonte; dietro di essa compare il monogramma della Vergine Maria. Altri affreschi sono presenti nella grande volta con raffigurazioni mariane e dell'Ordine del Carmelo.
L'organo è un'opera di Tommaso Roccatagliata che, secondo l'iscrizione che scolpì lo stesso scultore, è databile al 1778. Lo strumento è sovrastato da una cimasa in stile barocco in legno scolpito e dorato.
La chiesa, inoltre, è dotata di preziosi paramenti quali un ternario in seta tessuta e ricamata con fili d'oro. Una tradizione popolare racconta che tale stoffa fu comprata in Algeria da un marinaio di Nozarego con l'intenzione poi di donarla come corredo ad una principessa araba. La leggenda afferma infine che il navigante giunto nella sua terra natia donò invece il prezioso tessuto al santuario. Come altri santuari della Liguria anche quello di Nozarego è legato al mare e in particolar modi ai marinai; all'interno sono infatti conservati alcuni ex voto donati dai naviganti.
L'esterno è caratterizzato dal classico ciottolato in stile ligure, detto "risseu", con ciottoli bianchi rossi e neri.